# Hermine Reuß oudere linie

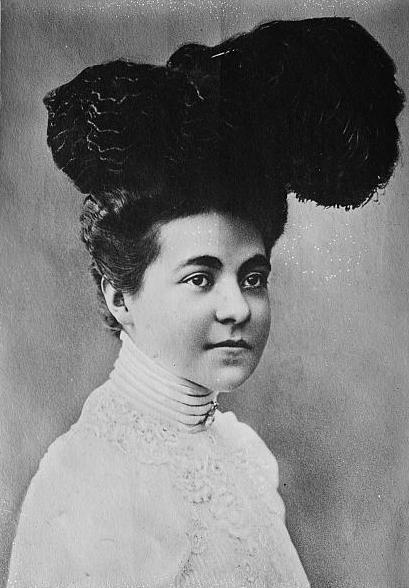
Hermine Reuß

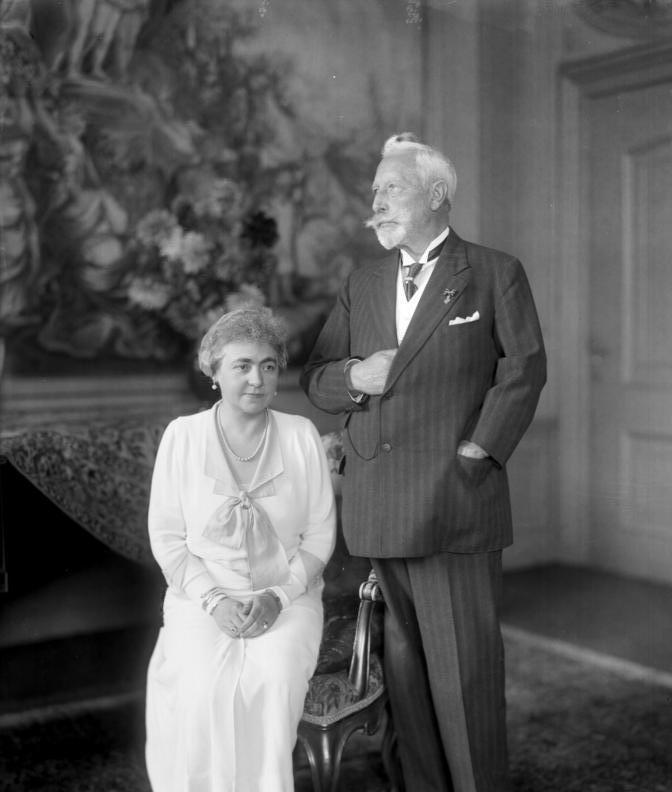
Hermine en Wilhelm II in Huis Doorn

Hermine Prinzessin Reuß oudere linie (Greiz, 17 december 1887 - Frankfurt (Oder), 7 augustus 1947) was de tweede echtgenote van de voormalige Duitse keizer Wilhelm II.

## Biografie
Reuß was lid van de tak van de oude linie van het huis Reuß en dochter van vorst Hendrik XXII Reuß oudere linie (1846-1902) en prinses Ida van Schaumburg-Lippe (1852-1891). Ze trouwde in 1907 met de (niet-ebenbürtige) Johann Georg Prinz von Schoenaich-Carolath (1873-1920) met wie zij vijf kinderen kreeg. Na het overlijden van haar man voerde zij het beheer over de familiebezittingen in Silezië.
In 1922, op Huis Doorn, hertrouwde zij met de in ballingschap levende Wilhelm II, wiens eerste echtgenote, keizerin Auguste Victoria, een jaar daarvoor gestorven was.
In de dagelijkse omgang werd prinses Hermine als keizerin aangesproken, terwijl ze officieel door haar huwelijk 'slechts' prinses van Pruisen was omdat haar nieuwe bruidegom zelf officieel geen keizer meer was nadat hij in november 1918 troonsafstand had gedaan. Na haar huwelijk verhuisde de 28 jaar jongere prinses Hermine met haar drie jongste kinderen naar het ballingsoord van de keizer, Huis Doorn in Nederland.
Tot aan de dood van Wilhelm II heeft zij haar uiterste best gedaan om hem als keizer in Duitsland te laten herinstalleren. De keizerlijke gelukwensen aan Hitler vanwege zijn overwinning in Frankrijk waren in feite ook haar werk.
Na de dood van de voormalige keizer in 1941 keerde de prinses terug naar de landgoederen in Silezië, tot ze in 1945 moest vluchten voor het Rode Leger. Daarna werd ze opgevangen door haar jongste zuster, Ida vorstin von Stolberg-Roßla, in Roßla in de Harz.
Na het einde van de oorlog liet ze zich door het Rode Leger overbrengen naar Frankfurt (Oder) waar ze als geïnterneerde overleed op 7 augustus 1947. Tegen haar wens werd Hermine bijgezet in de zogenaamde 'antieke tempel' in het park van slot Sanssouci te Potsdam en niet aan de zijde van de overleden ex-keizer in Doorn.